# 藤原伊衡
藤原 伊衡（ふじわら の これひら）は、平安時代前期から中期にかけての公卿・歌人。藤原南家巨勢麻呂流、左近衛中将・藤原敏行の三男。官位は正四位下・参議。

## 経歴
宇多朝において春宮帯刀舎人を務め、春宮大進次いで春宮亮を務めた父・敏行と共に皇太子・敦仁親王に仕える。寛平9年（897年）7月に敦仁親王が践祚（醍醐天皇）すると、帯刀舎人としての功労により右兵衛少尉に任ぜられるが、9月に敏行が右兵衛督となったため、伊衡は左衛門権少尉に遷る。のち、六位蔵人も歴任した。
延喜9年（909年）従五位下に叙爵し、延喜10年（910年）宮内少輔に補せられる。延喜11年（911年）左兵衛権佐を経て、延喜16年（916年）右近衛権少将に任ぜられると、五位蔵人を兼ねながら延喜17年（917年）従五位上、延喜22年（922年）正五位下と昇進し、延長3年（924年）従四位下・右近衛権中将に叙任される。その後も、左右近衛中将を務める傍ら、皇太子・寛明親王にも春宮亮として仕え、延長8年（930年）寛明親王が即位（朱雀天皇）すると正四位下に叙せられている。
承平4年12月（935年1月）参議に任ぜられて公卿に列す。のち議政官として、承平6年（936年）刑部卿、承平7年（937年）左兵衛督を兼帯した。
天慶元年12月17日（939年1月）卒去。享年63。最終官位は参議正四位下行左兵衛督。

## 人物
勅撰歌人として『後撰和歌集』以下の勅撰和歌集に11首が入首している。
酒豪としての話が残る。延喜11年（911年）6月15日に宇多上皇の主催で行われた酒合戦に酒豪として招聘され参加した際、他の参加者が泥酔・嘔吐する中、伊衡がただ一人乱れることなく10杯を呑んだところで止められ優勝。賞として駿馬を与えられたという（紀長谷雄「亭子院賜飲記」〔藤原明衡撰『本朝文粋』所収〕）。

## 官歴
注記のないものは『公卿補任』による。
- 寛平年間：春宮帯刀舎人
- 寛平9年（897年） 7月5日：右兵衛少尉（前坊帯刀労）。9月7日：左衛門権少尉[2]（父敏行任右兵衛督之故也）
- 延喜8年（908年） 正月19日：六位蔵人
- 延喜9年（909年） 正月7日：従五位下。10月27日：昇殿
- 延喜10年（910年） 10月8日：宮内少輔
- 延喜11年（911年） 2月15日：左兵衛権佐[3]
- 延喜15年（915年） 正月12日：兼大和権介
- 延喜16年（916年） 3月28日：右近衛権少将
- 延喜17年（917年） 8月28日：五位蔵人。11月17日：従五位上
- 延喜18年（918年） 正月12日：兼近江介
- 延喜22年（922年） 正月7日：正五位下。正月30日：止近江介[4]
- 延喜23年（923年） 正月12日：兼播磨介
- 延長3年（924年） 正月7日：従四位下[4]。10月14日：右近衛権中将[4]。10月21日：兼春宮亮（春宮・寛明親王）[4]
- 延長5年（927年） 正月12日：止播磨介[4]
- 延長6年（928年） 6月9日：左近衛中将
- 延長7年（929年） 正月29日：兼大和権守
- 延長8年（930年） 9月22日：止春宮坊（受禅）[4]。11月16日：兼内蔵頭。11月21日：正四位下（御即位前坊亮）
- 承平3年（933年） 正月13日?：止大和権守[4]
- 承平4年（934年） 正月29日[5]：兼美濃守。12月21日：参議、止左中将?[4]
- 承平5年（935年） 2月23日：兼美濃守
- 承平6年（936年） 5月22日：兼刑部卿、美濃守如元
- 承平7年（937年） 3月8日：兼左兵衛督、止刑部卿
- 天慶元年（938年） 12月17日：卒去（参議正四位下行左兵衛督）

## 系譜
『尊卑分脈』による。
- 父：藤原敏行
- 母：丹墀弟梶の娘
- 妻：藤原恒尚の娘
  - 男子：藤原国紀（?-961）
- 生母不明の子女
  - 男子：藤原正家 - または国紀の子
  - 男子：藤原国均
  - 男子：藤原国光
  - 男子：藤原伊行
  - 女子：中将更衣 - 醍醐天皇更衣
  - 女子：藤原有相室
  - 女子：今君 - 後撰和歌集歌人。二首入集。